# 津蘭 (密蘇里州)
津蘭（英語：Junland）是位於美國密蘇里州巴特勒縣的非建制地區。

## 地理
津蘭所處的海拔為高於海平面99米（即325英呎），而該地所採用的時區為UTC-6，即北美中部時區（CST）。同時該地設有夏令時間，為UTC-6調快一小時，即UTC-5（CDT）。